# 5 cm Kampfwagenkanone 39
Az 5 cm Kampfwagenkanone 39 (L/60) (rövidítve 5 cm Kw.K. 39 (L/60) vagy 5 cm KwK 39 (L/60), magyarul 5 cm-es harckocsilöveg 39) egy német gyártmányú páncéltörő löveg volt, melyet 1941-1942 között elsősorban a kései gyártmányú Panzerkampfwagen III közepes harckocsik főlövegeként alkalmaztak a második világháború alatt. A löveg hatékonynak bizonyult Észak-Afrikában a brit cirkáló és az amerikai könnyű harckocsik ellen. A szovjet gyártmányú T–34 és KV–1 harckocsik ellen viszont már nem volt hatékony. Emiatt háttérbe szorult, helyette pedig a rövid csövű 7,5 cm KwK 37 L/24 típusú löveget kezdték alkalmazni, amely képes volt a kumultatív (HEAT) lövedékek kilövésére is. Azonban az első löveg, amely hatékonyan felvehette a harcot ezek ellen a szovjet harckocsik ellen, a 7,5 cm KwK 40 L/43 löveg volt, melyet a Panzerkampfwagen IV Ausf. F2 harckocsiba szereltek.
A löveg vontatott páncéltörő változata az 5 cm PaK 38 volt.

## Lőszer
- 5 cm PzGr (Páncéltörő)
- 5 cm PzGr. 39 (Armour Piercing Capped Ballistic Cap)
- 5 cm PzGr. 40 (Armour Piercing Composite Rigid)
- 5 cm PzGr. 40/1 (Armour Piercing Composite Rigid)
- 5 cm Sprgr.Patr.38 (Repesz-romboló)

## Járművek a löveggel felszerelve
- Panzerkampfwagen III (Sd.Kfz. 141/1) Ausf. J-től M-ig. Néhány korábbi modellt is újrafegyvereztek a típussal.
- Sd.Kfz. 234/2 Schwerer Panzerspähwagen „Puma”

## Repülőgépbe épített változat
- BK 5 nagy kaliberű gépágyú.

## Fordítás
- Ez a szócikk részben vagy egészben  a(z)   5 cm KwK 39 című angol Wikipédia-szócikk ezen változatának fordításán alapul.  Az eredeti cikk szerkesztőit annak laptörténete sorolja fel. Ez a jelzés csupán a megfogalmazás eredetét és a szerzői jogokat jelzi, nem szolgál a cikkben szereplő információk forrásmegjelöléseként.